# Huracà de Galveston (1915)
L'huracà de Galveston de 1915 va ser un huracà mortífer que colpejava Illes de Sotavent, Hispaniola, Cuba i Texas, a mitjans d'agost de la temporada d'huracans de l'Atlàntic del 1915. També colpejava Galveston, Texas, quinze anys després de l'huracà de Galveston de 1900. Les ones de 6,4 metres eren alentides per les noves trencaonades, però no evitava l'erosió de la platja: el 17 d'agost els 91,5 m totals que feia la platja havien estat erosionats, encara que més tard retornaria parcialment la sorra. La tempesta de 1915 va deixar un rastre de destrucció durant tota la seva trajectòria provocant entre 275 i 400 víctimes mortals i danys estimats en $50 milions de dòlars (1915 USD).